# Nationalsocialistiska juristförbundet
Nationalsocialistiska juristförbundet (tyska: Nationalsozialistischer Rechtswahrerbund, akronym: NSRB) var den enda tillåtna yrkesorganisationen för jurister i Nazityskland 1936-1945. Det var en sidoorganisation till NSDAP. Dess föregångare var Bund Nationalsozialistischer Deutscher Juristen (BNSDJ) vilken existerade 1928 till 1936.

## Organisation
Ledningen av NSRB utövades av en Reichsrechtsführer, som också var preses för Akademie für Deutsches Recht (akademin för tysk rätt). Detta ämbete innehades 1933-1942 av Hans Frank. Ett flertal Deutsche Juristentage (tyska juristdagar) hölls i Leipzig där många av förbundets 100 000 medlemmar deltog. NSRB utgav tidskriften Deutsches Recht.
Organisatoriskt bestod NSRB av ett antal "riksgrupper" för de olika juristyrken som fanns i Tyskland:
- Domare
- Advokater
- Åklagare
- Notarier
- Universitetslärare